# Gesneria onychocalyx
Gesneria onychocalyx är en tvåhjärtbladig växtart som beskrevs av L.E. Skog. Gesneria onychocalyx ingår i släktet Gesneria och familjen Gesneriaceae. Inga underarter finns listade i Catalogue of Life.